# 幻影異聞録♯FE
- ファイアーエムブレム > 幻影異聞録♯FE
- 女神転生 > 幻影異聞録♯FE

『幻影異聞録♯FE』（げんえいいぶんろくシャープエフイー）は、アトラスが開発し、任天堂より2015年12月26日に発売されたWii U用ロールプレイングゲーム。
2020年1月17日、欧米版をベースとして、新規楽曲や新規シナリオなどを追加した、Nintendo Switch向けの移植版『幻影異聞録♯FE Encore』（げんえいいぶんろくシャープエフイー アンコール、英題：Tokyo Mirage Sessions #FE）が発売された。

## 概要
『真・女神転生シリーズ』や『ペルソナシリーズ』などを手掛けるアトラスとインテリジェントシステムズの「ファイアーエムブレムシリーズ」のコラボレーションによる完全新作RPG。開発のアトラスが得意とするファンタジーと日常が合わさった現代劇に『ファイアーエムブレム』の要素が注入された作品で、東京・渋谷、原宿などが舞台となっている。主人公は現代と異世界を行き来し、現代では「芸能界」で活動するのに対し、異世界「イドラスフィア」ではミラージュと命をかけた戦いに挑む。
ゲーム内で使用されるキャラクターソングや振り付けはエイベックス 油井誠志が全面プロデュースを行っており、発売に先駆け『Wii カラオケ U』でも配信されているほか、特別版パッケージにはスペシャルボーカルセレクションCDも同梱。また、2016年5月には出演声優によるライブ『幻影異聞録#FE PREMIUM LIVE ～エンタキングダム～』が開催された。

### 商品構成
幻影異聞録♯FE 通常版
早期購入特典としてアトラスの手掛けるゲームシリーズのコスチュームとファイアーエムブレム0の限定カードが同梱。
幻影異聞録♯FE Fortissimo Edition
数量限定特別版。通常版に加え「スペシャルボーカルセレクションCD」「プレミアムLIVE（仮称）チケット」「オリジナルコスチューム3種セット」が同梱。
幻影異聞録♯FE Fortissimo Editionセット
Wii U本体とセット。Fortissimo Editionに加え、限定オリジナルステッカーやサポートクエストのダウンロード番号が同梱。

### 『幻影異聞録♯FE Encore』の変更点
Switch版である『幻影異聞録♯FE Encore』では、新規楽曲と共に追加シナリオ「EXストーリー」を実装。ハードの制約上困難だったグラフィック表現を盛り込んだショートストーリーが楽しめる。
また、バトル時のローディング時間短縮やバトル中のセッション攻撃演出を短縮するスキップ機能も搭載。今までNPCとして登場していたチキ、志摩崎舞子、バリィ・グッドマンがセッション攻撃に参加する「飛び入りセッション」を新システムとして追加している。
さらなるやりこみ要素として新難易度「Lunatic」を追加。一度選択すると他の難易度と違い難易度変更が出来なくなる代わりに、新規のゲーム内実績も追加されている。
ストーリーをクリアし、クリアデータを引き継いでゲームを始めると主人公・蒼井樹をパーティから外してプレイが可能になる。これに伴い女性のみでの編成が可能になるためそれに合わせたゲーム内実績も実装。またゲーム内で織部つばさにメガネ着用の有無を選択できる機能も追加されている。
海外で発売されたWii U海外版である『Tokyo Mirage Sessions #FE』をベースにしているため、欧米文化における規制が適用されており、日本版とストーリーの一部に差異が見られる。これに伴いマップの装飾・一部台詞の変更とともに有料DLCだった水着衣装と付属のミニシナリオは実装されていない（織部つばさのアドリブセッション内の水着のみ内容の都合続投。しかし衣装の細部に変更が見られる）。その他既存衣装の露出度が抑え気味になっている。当初、公式サイトでは日本版の画像を流用してしまい、後日「北米版をベースにしているため内容が異なる」として謝罪。あらかじめダウンロード済みの希望者へ購入代金の返金を行う騒動に発展した。

## ゲームシステム
バトル
本作の戦闘は3人パーティによるターン制コマンド式バトルを採用しており、開発会社であるアトラスの「属性を使い分ける戦術」とファイアーエムブレムシリーズの「武器の3すくみ」が融合したバトルになっている。戦闘終了時には経験値を獲得、レベルやステージランクが上昇する。
属性
武器属性は「剣」「槍」「斧」「弓」の4種類、魔法は「火炎」「氷結」「電撃」「衝撃」「霊性」「肉体」の6種類の全10種類からなる。武器には3すくみがあり持っている武器で弱点がわかるが、魔法は相手によって弱点が変わる。
カルネージ
ミラージュが変化した武器。それぞれの武器には熟練度が有り、貯まると新しいスキルが覚えられる。
アタック
通常の攻撃。セッション攻撃は発生しない。
スキル
通常攻撃より強力な技や魔法が使用できる「コマンドスキル」のほか、仲間の攻撃に合わせてセッション攻撃を行うための「セッションスキル」、パラメータを上昇する「パッシブスキル」、ダンジョン攻略や戦闘を補助する「レディアントスキル」などがある。
セッション攻撃
コマンドスキルで敵の弱点をつくか、「スペシャルパフォーマンス」でダメージを与えると発動。パーティメンバーが立て続けに追い打ち攻撃を仕掛ける。
アドリブパフォーマンス
コマンドスキルの強化版で、威力や攻撃範囲が強化される。コマンドスキル選択時にランダムで発動。
スペシャルパフォーマンス
SPゲージを消費することで放つ、強力な必殺技。
デュオアーツ
ミラージュマスターがコンビを組んで攻撃する追加攻撃で、セッション攻撃時にコマンドを入力すると発動。
セッション攻撃も再度追加で発動するが、デュオアーツのメンバーは後続セッションに参加できない。
サイドストーリー
樹が仲間の芸能活動をサポートする物語が描かれる本編とは別のクエストで、ステージランクが一定に達すると進行する。クリアすると新たなスペシャルパフォーマンスなどが取得できる。
トピック
本作ではWii U GamePadを「トピック」というゲーム中での擬似的なチャットツールとして使用。ゲームの進行に伴ってキャラクターからのメッセージが届く。またマップやステータスを表示させることもできる。

## 用語
ミラージュ
異世界からの侵略者。たやすく人間を殺すほどの力を持つが、自己を表現する力が不足しており、人間の持つ自己表現エネルギー「パフォーマ」を狙っている。ほとんどのミラージュは記憶をなくしており人間のパフォーマを狙うが、中にはクロムやシーダのように人間と心を通わす特別な存在もおり、主人公たちは彼らとタッグを組む存在「ミラージュマスター」となり敵との戦いに挑む。
ミラージュマスターは戦闘時、戦闘服「カルネージフォーム」を纏い、武器に姿を変えたミラージュと共に戦う。また、ミラージュは「クラス」という兵種がそれぞれあり、「マスタープルフ」というアイテムで上級クラスにクラスチェンジができる。
ミラージュはファイアーエムブレムシリーズの英雄で、『ファイアーエムブレム 暗黒竜と光の剣』と『ファイアーエムブレム 覚醒』からミラージュマスターとの関係性を考え選定されている。
パフォーマ
球体で、光り輝いている人間の持つ自己表現力の結晶。ミラージュ達の世界には存在せず、ミラージュ達はパフォーマを奪うべく人間を襲撃しており、パフォーマを奪われると死に至る場合もある。また、アイテムとしても登場し敵からのドロップやイベントで入手すればブルームパレスで使用できる。
イドラスフィア
本作はストーリーの進行によってダンジョンが増えていく、オーソドックスなRPGスタイルのダンジョン探索型のゲームシステムとなっている。
現代の東京から行ける異世界「イドラスフィア」がダンジョンとなっており、ダンジョン内の敵・エネミーはシンボルエンカウントである。
闘技場
原宿にある「幻想ウラハラ」内の施設。ファイアーエムブレムシリーズおなじみの育成施設で、異世界に行くこと無くキャラクターの強化やアイテムが入手できる。その代わり、バトルで負けたらゲームオーバーとなる。
ブルームパレス
キャラクターの育成や強化が可能な冒険の拠点。管理人はチキ。ミラージュマスターを強化する「レディアントユニティ」、ミラージュが変化する武器の姿・カルネージを新たに生成する「カルネージユニティ」、ミラージュのクラスチェンジを行う「クラスチェンジ」がある。
こけら落とし消失事件
物語開始の5年前、劇場の完成記念公演で1000人を超える演者や観客が消えた事件。剣親臣、剣弥代、織部彩羽などが巻き込まれ、織部つばさは数少ない生存者である。

## 登場キャラクター
『ファイアーエムブレム 暗黒竜と光の剣』が出典のキャラクターは、マルス・ナバール・オグマはOVA版『紋章の謎』と同じキャストが、それ以外は新規にキャスティングされた声優が声を当てており、以降のファイアーエムブレム関連作品でも引き続き起用されている。

### メインキャラクター
蒼井 樹（あおい いつき）
声 - 木村良平
本作の主人公。17歳。平凡な高校生。だいたま展望台での事件に巻き込まれミラージュマスターに覚醒する。その後、つばさとともに芸能事務所「フォルトナエンタテイメント」に引き込まれるも芸能の世界に憧れは特に無いが、徐々に芸能人やリーダーとして開花していく。恋愛には疎く天然扱いされている。
戦闘では剣による攻撃の他に回復魔法や電撃魔法が使用できる万能タイプ。ただし、サブキャストとの交代はできない。Switch版では2周目以降に限りパーティから外すことが可能。飛び入りセッション用のスキルも自動習得してくれる。
2周目以降では専用衣装が追加。うち1種はトゥルーエンディングが解禁条件。トゥルーエンディングでは、モデル復帰のため社長業を退いた舞子からの指名を受け、フォルトナエンタテイメントの2代目社長に就任する。
クロム
声 - 杉田智和
樹のミラージュで、初期クラスは「ロード」。異世界の国の王子。戦闘の際に剣に姿を変える。
織部 つばさ（おりべ つばさ）
声 - 水瀬いのり
本作のヒロイン。17歳。樹の幼なじみ。5年前の「こけら落とし消失事件」の生存者。樹とともにだいたま展望台の事件でミラージュマスターに覚醒し、姉の彩羽の探索・救出のために新人アイドルとして「フォルトナエンタテイメント」に所属することになる。かなりの頻度でドジを起こし、緊張するとテンパる癖がある。序盤～中盤は彼女のアイドルしての成長が物語の中心となる。事務所の先輩となる霧亜の、かねてからの大ファン。
戦闘では回復や補助スキルを多く使用できるサポートタイプで、衝撃属性の魔法で攻撃する。
エンディング時、サイドストーリーの進行に合わせて見られる後日談ではアイドルとしての認知度の違いが確認できる。役者としての活躍も見られるが、アイドルとしてファンを大事にする初心を大切にしている様子が窺える。
『大乱闘スマッシュブラザーズ SPECIAL』では操作キャラクターの能力を強化する要素「スピリッツ」として登場している。
シーダ
声 - 早見沙織
つばさのミラージュで、初期クラスは「ペガサスナイト」。つばさには姉妹のように接する。戦闘時に槍に姿を変える。
赤城 斗馬（あかぎ とうま）
声 - 小野友樹
17歳。樹とつばさのクラスメイト。変身ヒーローに憧れる「フォルトナエンタテイメント」所属のミラージュマスター。樹たちよりはやくミラージュマスターに覚醒しており、だいたま展望台でイドラスフィアに迷い込んだ樹とつばさを助ける。当初はエキストラのバイトでショーに出演する程度だったが、サイドストーリーが進むと『マスカレイダー凰牙』という番組の主役になるほど大成する。
エンディングの後日談では特撮作品の業界に携わりながらも、その関わり方に違いが見られる。最終的に自身で監督・脚本を手掛けるまでに成長を遂げ、アベルのミラージュマスター見習いであり若手俳優となった鈴本りくと共演を果たす。
戦闘では攻撃力と守備力が高く、槍と火炎属性の攻撃を使用。逆に魔法防御は低い。
カイン
声 - 増田俊樹
斗馬のミラージュで、初期クラスは「ソシアルナイト」。斗馬とは似た者同士で気が合う。戦闘時に槍に姿を変える。
黒乃 霧亜（くろの きりあ）
声 - 南條愛乃
21歳。通称「Kiria」。若者から支持されているトップミュージシャン。5年前からミラージュマスターとして覚醒しており、樹たちの先輩格でもある。鋭い見た目とは裏腹に、もふもふで可愛い物が好きで、本人はそのことを悩んでいる。
エンディング後の後日談では歌手としてだけではなく新たな可能性を開花させている様子を窺うことが出来る。「カッコカワイイ」をグローバルな日本語にし、それを体現する存在として世界を駆け回っている様子。
戦闘では高い魔法攻撃力を持つ魔法使いタイプ。氷結属性の攻撃を使用する。
サーリャ
声 - 阿久津加菜
霧亜のミラージュで、初期クラスは「ダークマージ」。呪術が得意で、霧亜を妖しくサポートし、霧亜のためにサジ（声 - 三戸耕三）、マジ（声 - 真仲恵吾）という修行相手を生み出すといったことも可能。戦闘時にスタンドマイクを模した杖に変化する。
弓弦 エレオノーラ（ゆみづる エレオノーラ）
声 - 佐倉綾音
16歳。愛称は「エリー」。北欧系ハーフ若手女優で、ハリウッド女優に憧れている。性格は姉御肌でじゃじゃ馬、年下ではあるが芸歴は樹より長い。デザインイメージはツイッギー。
戦闘では弓を武器に用い、電撃と火炎属性の技を主に使用する。力と技が高い。
エンディング後の後日談ではサイドストーリーの進行度によって舞台女優やマルチタレントの道に進んだもののハリウッドへの夢に向かって努力している様子が窺える。サイドストーリー全クリアではハリウッドへ進出し主演女優賞を受賞している。
ヴィオール
声 - 小上裕通
エレオノーラのミラージュで、初期クラスは「アーチャー」。貴族的な性格で、エレオノーラとは衝突することもある。戦闘時に弓に姿を変える。
源 まもり（みなもと まもり）
声 - 福原香織
11歳。小学5年生。愛称は「まもりん」。着物や昭和歌謡を好む小学生で、子供向け料理番組「レンチンアイドル☆まもりん」に出演している。幼い頃から芸能界に身をおいているため、周囲への気配りや大人びた発言もする。
戦闘では斧による攻撃と、氷結属性の技を使用する。防御力が高く、味方をかばうスキルや回復スキルも覚えることができる。
エンディング後の後日談はサイドストーリーの進行度によって大きく異なる。学業を優先するため芸能活動の休止、というものもあるがジュニアアイドル・子役を経て夢であった歌手として大成。「全国民の孫」というキャッチコピーがついている。
ドーガ
声 - 竹内良太
かつて、バリィをマスターとし戦っていたミラージュだが、第3章時点では自我を失い「呪縛のドーガ」となってバリィに憑依している。撃退し呪縛から解放することでまもりのミラージュとなる。初期クラスは「アーマーナイト」。戦闘時に巨大な斧になる。
剣 弥代（つるぎ やしろ）
声 - 細谷佳正
18歳。歌やダンスを完璧にこなすスーパースター。父親も犠牲になった「こけら落とし消失事件」について独自に調査しており、樹たちの前に敵として登場する。当初はパーティを組む樹たちを「群れている弱者」と見なしているが、樹たちに敗北したことで仲間の重要性に気づき、フォルトナエンタテイメントに移籍。樹たちの仲間になる。芸能を極めることに心血を注いでおり、芸能以外のことは付き人に任せてたため食事の仕方を知らない一面や、演技のためならお笑いなどもこなすカリスマ性を持つ。
戦闘では剣による攻撃のほか、火炎・氷結・衝撃属性の技や「カウンター」が使用できる。
エンディング後の後日談がまもり同様サイドストーリーの進行度によって大きく異なる。芸能界の引退、レストランのシェフという異業種への転身、マルチタレントの道とあるが、最終的には父・親臣が最後に演じた舞台「ハインリヒの長き巡礼」の座長として舞台を大成功に導く。
ナバール
声 - 子安武人
弥代のミラージュで、初期クラスは「ソードファイター」。口数は少ないが、剣の腕は一流。戦闘時は刀に変化して戦う。
志摩崎 舞子（しまざき まいこ）
声 - 小清水亜美
樹たちが所属する「フォルトナエンタテイメント」社長。5年前にチキに出会い、ミラージュに対抗すべく「フォルトナ」を設立する。元グラビアアイドルで、彫之澤と組んでいた過去を持つが、写真集は未完に終わっている。酒が好きで、抜目のない性格でもある。年齢は不明。Switch版では、セッション攻撃時にバトル参加するようになった。
サイドストーリーをすべてクリアした場合のみ社長業を退きモデル業復帰を宣言する。それ以外では敏腕社長として、またヒットメーカーとして大成している様子を窺うことが出来る。
チキ
声 - 諸星すみれ
大ブレイク中の合成音声ボーカルソフト「ウタロイド・Tiki」のキービジュアルキャラ。冒険の拠点「ブルームパレス」の管理人でもある。実はミラージュで、「ウタロイド・Tiki」はチキを維持するパフォーマを集めるため、サーリャが作ったものである。記憶を失っており、「竜石の欠片」を入手することで、暗黒竜との戦いの記憶を取り戻し「記憶の幻想領域」を作り出す。実体はなく現代のものには触れることはできない。Switch版では、セッション攻撃時にバトル参加するようになった。
エンディングにて元の世界へ帰還した後クロムたちと共に失われた芸能の力を復興させるべく奮闘する様を垣間見ることが出来る。サイドストーリー全クリアでは樹が作詞作曲を手掛けた曲を芸能復興の足がかりとして披露している。
バリィ・グッドマン
声 - 中村悠一
35歳。オタク文化が大好きな凄腕トレーナー。フォルトナエンタテイメントのレッスンは彼が担当しているが、非常にスパルタ。『ディア魔女いろは』というアニメの大ファンなほか、まもりを溺愛している。元ミュージシャンでミラージュマスターだった過去を持つが、現在は活動を休止している。Switch版では、セッション攻撃時にバトル参加するようになった。
エンディング後はトレーナーや漫画家といった道に進んでいる様子が窺える。サイドストーリー全クリアにてかつてのバンドメンバーと合流し音楽活動を再開。しかしかつての音楽性とは大きく異なりアニソンバンドとして大成しているようである。

### サブキャラクター
織部 彩羽（おりべ あやは）
声 - 茅野愛衣
つばさの姉。アイドルだったが、「こけら落とし消失事件」に巻き込まれ行方不明となっている。第1章でインバースに憑依されているところを樹たちに助けられ、以後は「フォルトナ」の事務員となる。
インバース
声 - たなか久美
彩羽に憑依したミラージュ。冷酷な性格で、彩羽を操っているのを楽しんでいる。
剣 親臣（つるぎ ちかおみ）
声 - 小杉十郎太
弥代の父親。「こけら落とし消失事件」に巻き込まれ命を落とす。強き意志を持って自己の演技鍛錬に余念がなかった。強力なパフォーマの持ち主で、ガーネフに利用された。また、魂は記憶の幻想領域をさまよっていたところロンクーに拾われる。
ロンクー
声 - 子安武人
孤高の剣士。ナバールにも劣らない腕前を持つ。彷徨っていた剣親臣の魂を拾って、弥代と一戦交える。
五十院 輝（ごじゅういん てる）
声 - 石川ひろあき
つばさが出場したオーディンション「ワン・オブ・ミレニアム」の司会者。中堅お笑い芸人でもある。ピエロみたいに番組を盛り上げているが、本来の性格は温厚で小心者。
ゲリバ
声 - ふくまつ進紗
五十院に憑依したミラージュ。粗暴な性格で、巨大な剣を武器に用いるほか、分裂して姿を変える技「三択問題!」を使用する。
彫之澤 允（ほりのざわ のぶ）
声 - 勝杏里
かつて舞子の写真集『MY COMPLEX』を手がけたカメラマン。左目元に傷がある。舞子を超えるモデルを求めており、恥じらいを拭いきれずグラビア撮影に挑むつばさに苛立っている。持っているカメラはミラージュの動きを止める力がある。
ギャンレル
声 - 坂巻学
彫之澤に憑依したミラージュ。巨大な上半身姿で、頭部を切り離して攻撃をする。
鱈知乃 九炎（たらちの くえん）
声 - 三宅健太
つばさが主役を演じる新作ドラマ『ハクション刑事・魔帆』の監督。自他共に厳しいが、彼の作品は常に高評価。つばさの棒演技に激昂している。
エクセライ
声 - 松本忍
鱈知乃に憑依したミラージュ。取り憑いた人間を駒と見下す、卑劣な性格。体の色を変えることで耐性や使用スキルが変化する。
旗中 ヤツフサ（はたなか ヤツフサ）
声 - 成田剣
数々の企画を成功させている敏腕プロデューサー。派手なファッションが特徴。イドラスフィアに迷い込んだところを樹に助けられ、イドラスフィアに興味を抱くようになる。その正体はガーネフのミラージュマスターで、暗黒竜復活のために樹に立ちはだかる。他の敵ミラージュマスターはミラージュに操られてるのに対し、東京への暗黒竜降臨を望む旗中は、利害の一致したガーネフに自らの意志で協力をする。
ガーネフ
声 - 成田剣
旗中のミラージュで、暗黒竜の復活を目論む。ミラージュたちの世界のパフォーマが「神竜ナーガ」によって全て消されてしまったため、現代の東京で暗黒竜を復活させるためのパフォーマ収集を行う。ミラージュたちの記憶を消し人間を襲撃させたり、「こけら落とし消失事件」はガーネフが引き起こしたものである。元は魔道士で、兄弟弟子への嫉妬で闇に落ちた。
沢藤 頂天（さわふじ ちょうてん）
声 - 真仲恵吾
音楽業界で神格化されている天才作曲家の男性。つばさの姉の彩羽の楽曲を手掛けたことがある。
フェルス
声 - 神田みか
頂天に憑依したミラージュ。過去に伝説のアイドルの命を奪い、その力で霧亜も退けている。
鈴本 りく（すずもと りく）
声 - 鷄冠井美智子
デパートの屋上でヒーローショーをよく観に来る少年。斗馬との出会いで心に変化をもたらすことになる。
アベル
声 - 佐藤拓也
りくに憑依したミラージュ。カインのライバルで、緑の鎧を着ている。途中で「呪縛のアベル」になる。

### その他のキャラクター
鶴海 万広（つるみ まひろ）
声 - 茶風林
ダイパーTVの新社長に抜擢された謎の男性。
古の英雄
かつて暗黒竜メディウスを封印した英雄の魂。記憶の幻想領域に「光の戯曲・ファイアーエムブレム」を演じるための試練として登場する。
トムス、ミシェラン、リンダ、ゴードン、オグマ、パオラ、ジェイガン、マルス
声 - 園部好德、船木まひと、瀬戸麻沙美、村瀬歩、小杉十郎太、種田梨沙、五王四郎、緑川光
『ファイアーエムブレムシリーズ』からのゲスト。
ロレンス
声 - 佐々木省三
ドーガも尊敬する強力なジェネラルのミラージュ。呪いにかかって正気を失っている。
セルバンテス
声 - ふくまつ進紗
ウタロイド・Tikiを使用してる人たちのパフォーマを狙い、チキは俺の嫁P（声 - 瀬戸麻沙美）をさらう。
メディウス
かつてガーネフと共にミラージュたちの世界を滅ぼそうとし封印された暗黒竜。現代の東京に降臨すべく、ガーネフとマルスの魂を使って復活した。倒すには「光の戯曲・ファイアーエムブレム」を演じ、光の神竜を呼び出す必要がある。

## 開発経緯
きっかけは2010年頃、任天堂側の本作ディレクターである安藤佳織が本作の企画を立案している。当時安藤は『ファイアーエムブレム』シリーズのコラボレーション案を構想しており、最初に本シリーズと『ポケットモンスター』シリーズとのコラボ案をプロデューサーの山上仁志を通しプレゼンしたが、こちらは当時既に『ポケットモンスター』シリーズとのコラボレーションタイトル『ポケモン+ノブナガの野望』の開発が進んでおり、その一週間後に安藤が再提出した企画が本作となる。
山上と安藤、アトラスの高田慎二郎は当時既に『いつでもプリクラ☆キラデコプレミアム』を通し仕事をしており、その時にも共同開発の打診を行っていたが、アトラス側の開発ラインがなかったために本作の企画は一度凍結する。2012年頃、アトラスの平岡直人取締役から連絡が入り、「開発ラインが空き、スタッフもやりたいと言っている」との流れから実開発の運びとなった。また本作のコラボ共同開発は2013年1月23日に放送されたNintendo Direct内において岩田聡が「Wii Uでのソフト開発規模が増大し今までの任天堂のゲーム制作体制のみでは充分なソフトを準備出来なくなり、今作はそれに対する新たな取り組み」と明かしており、今作の発表以降ゼルダ無双などの他社とのコラボレーション作品や他社ソフトが増加することになる。
同上のNintendo Direct内において、『真・女神転生 meets ファイアーエムブレム』という内容で発表された。この初報の際にはまだ何を作るか決まっていなかったため、コラボレーション発表のみ行う形となった。長らく続報がなくプロデューサーの山上がE3の席などで言及するのみだったが、2015年4月のNintendo Directにて正式に発表された。『デビルサバイバー2』の開発が終わった頃から企画が練られていったという。また、山上は長い間現代版『ファイアーエムブレム』を作りたいという構想を持っていたと発言しているが、単純な「ファイアーエムブレムのキャラが現代に転生した」という案はスタッフ側で棄却されている。
コラボレーションの内容について、プロデューサーの高田曰く「どこまで『ファイアーエムブレム』のモチーフを取り入れるべきか悩んだが、オリジナルに準じた作品であればアトラスが手掛ける意味がないため、自社の強みを活かした作品にすべき」との結論に至ったのだという。実際、当初の企画では『ファイアーエムブレムシリーズ』と同様のシミュレーションロールプレイングゲーム（以下SRPG）とされていたが、アトラスが作る以上はアトラスが得意なRPGにすることになったという。
最初はアトラスからは現代劇のSRPGとして企画を提出したもののその後は二転三転し、山上から「中途半端にFEに寄せるのではなく、チームの得意な分野を前面に出してください」というアドバイスを受け、アトラス側では「この世界観ならRPG」という結論を出し、ジュブナイルRPGとして再提案する。この際に山上から「現代劇にするならば渋谷に降り立つペガサスナイトの姿が見たい」という意見が出て、この演出は以降本作においてPVなどでも象徴的に扱われている。また芸能界を舞台にした点については「アトラス的な神話オカルトの解釈を入れるために検討を重ね、『ファイアーエムブレムの英雄たちの力を身に宿し戦う』という形で『神降ろし』を組み込んだ結果」と語っている。
そういったこともあり、発売直前には「構想から5年、最初の構想と随分違うものになった。たくさんの人とアイデアに出会えた結果、満足できるものに仕上がった」と述べている。

## 音楽・書籍
音楽
- 『幻影異聞録♯FE ボーカルコレクション』 avex、2015年2月10日発売
  - 作中のキャラクターソング18曲が収録。

- 『幻影異聞録♯FE Encore ベストサウンドコレクション』 avex、2020年1月17日発売
  - 『Encore』で追加された楽曲を含むキャラクターソング22曲と及び、作中BGMを収録。

書籍
- 『ファイアーエムブレム0公式ガイドブックIV』 徳間書店、2016年4月30日発売
  - ミラージュマスターと対になっているミラージュのカードが掲載。樹のPRカードが同梱されている。ブースターパックには、木村、水瀬、小野、南條、佐倉、福原、細谷の箔押しサインが演じたキャラクターカードが封入されている事がある。